# 수산동굴
제주 수산동굴(濟州 水山洞窟)은 대한민국 제주특별자치도 서귀포시 성산읍 수산리에 있는 용암 동굴이다. 2006년 2월 7일 대한민국의 천연기념물 제467호로 지정되었다.

## 개요
수산동굴은 총길이 약 4,520m의 대형 용암동굴로서 용암석주, 3층구조, 용암선반, 용암종유, 용암교, 지굴의 발달 등 각종 미지형 및 생성물들이 잘 발달되어 있다.
또한, 제주도 형성사를 밝힐 수 있는 석영 포획물이나 여러 화성암으로 구성된 포획암들이 다량 산출되고 있어 학술적 가치가 매우 크다.
현재 수산동굴은 동굴 생성물 등의 보호를 위해 공개제한지역으로 지정되어 있어 관리 및 학술 목적 등으로 출입하고자 할때에는 문화재청장의 허가를 받아 출입할 수 있다.

## 특징
수산동굴은 길이 4,520미터에 이르는 대형 용암 동굴로 빌레못동굴(천연기념물 제342호), 만장굴(천연기념물 제98호)에 이어 제주도에 분포하는 용암 동굴 중 세 번째로 길다.